# Gora (Saiteninstrument)

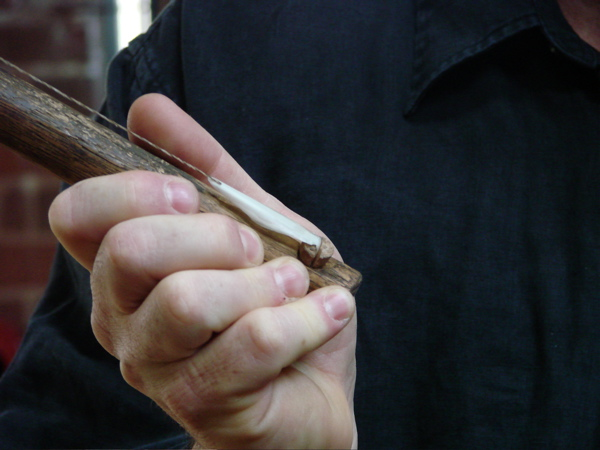
Ende mit Federkiel bei einer lesiba

Gora, auch goura, gom-gom, ist ein von den Khoisan in Südafrika gespielter Musikbogen, dessen Saite weder gezupft, gestrichen noch geschlagen, sondern mit dem Mund angeblasen wird. Die Schallerzeugung durch Wind erfolgt ähnlich wie bei einer Äolsharfe. Ein baugleicher Musikbogen heißt bei den Sesotho-Sprechern lesiba. Nach der Hornbostel-Sachs-Systematik gehört die gora zu den selbstklingenden Bandzungen-Aerophonen, bei denen die Schallerzeugung durch Blasen gegen die scharfe Kante eines gespannten Bandes erfolgt.
Die gora wurde erstmals um 1700 vom deutschen Völkerkundler Peter Kolb beschrieben. Sie besteht aus einem annähernd geraden Stab, dessen Form und Länge etwa dem Mundbogen umqangala entspricht, und einer Saite, die an einer Seite des Stabes durch ein kurzes, abgeplattetes Stück Straußenfederkiel ersetzt wurde. Dieses kurze Flachsaitenstück wird zwischen die leicht geöffneten Lippen gesetzt und von der forciert ein- und ausgeatmeten Luft in Vibration versetzt. Außerdem kann auf den runden Teil der Saite eine halbe Kokosnussschale aufgefädelt werden, mit deren Hilfe Tonhöhe und Klangfarbe zusätzlich variiert werden können. Die gora wurde von den Khoi Khoi sowie den San gespielt und ist heute das nationale Musikinstrument von Lesotho. 
Die Batswana übernahmen die gora von den Khoisan und gaben ihr den Namen lesiba, was in ihrer Sprache Setswana „Feder“ bedeutet. Im südlichen Betschuanaland (heute Kgatleng District in Botswana) notierte Percival Kirby (1934) den Namen kwadi.